# 胡66
胡66（1998年5月28日—），本名胡睿，江苏省沭阳县人，中国大陆女歌手、网络主播。她的音乐实力被广泛认可，也被媒体平台评为自带大热作品“体质”、被歌迷封为“行走的热曲制造机”、“95后爵士女嗓小天后”等称号。

## 生平
2016年，参加湖南卫视《2016超级女声》，进入全国100强。
2017年6月，与单色凌合作单曲《浪人琵琶》正式发布。7月13日，参加互动综艺秀《嗨！唱起来》，并作为嘉宾与周笔畅演唱歌曲《最美的期待》。7月27日，推出个人单曲《仅限于礼貌》。9月，推出个人单曲《读者》。11月，与爱乐乐团合作推出个人单曲《湮灭》。10月，成为酷狗直播签约网络主播。12月，胡66发行翻唱歌曲《空空如也》，进入演艺圈。
2019年5月，凭借歌曲《浪人琵琶》获得“2019流行音乐年度盛典”年度听众最爱单曲奖。2020年，参加浙江卫视《天赐的声音》金曲巅峰歌会。
2020年胡66的最新单曲《后来遇见他》在YouTube取得很高的播放量。
2020年10月20日，胡66推出最新单曲《就这样爱着你》。